# Themacrys irrorata
Themacrys irrorata är en spindelart som beskrevs av Simon 1906. Themacrys irrorata ingår i släktet Themacrys och familjen Phyxelididae. Inga underarter finns listade i Catalogue of Life.